# Länsstyrelsen i Malmöhus län
Länsstyrelsen i Malmöhus län var en statlig myndighet med kansli i Malmö. Länsstyrelsen ansvarade för den statliga förvaltningen i länet, och jobbade med regional utveckling. Länsstyrelsen i Malmöhus län avskaffades den 31 december 1996 och dess verksamhet överfördes den 1 januari 1997 till Länsstyrelsen i Skåne län.
Länsstyrelsens chef var landshövdingen, som utsågs av Sveriges regering.